# Stazione di Bandita di Barbarano
La stazione di Bandita di Barbarano era una fermata ferroviaria posta lungo la linea ferroviaria Civitavecchia-Orte chiusa al traffico nel 1961 e dismessa dal 2011 tra Civitavecchia e Capranica. Era a servizio del comune di Barbarano Romano, in località Bandita.

## Storia
La stazione venne aperta nel 1928 e nel 1961 venne privata del suo traffico.

## Strutture e impianti
La stazione disponeva di un fabbricato viaggiatori e di un binario di circolazione.